# Vinho do Pico
Vinho do Pico é a designação genérica dada aos vinhos produzidos na ilha do Pico, Açores. Embora o verdelho seja o tipo mais tradicional e emblemático, são produzidos diversos vinhos brancos e tintos.

## Historial
À semelhança do que aconteceu nas restantes ilhas da Macaronésia, a introdução do plantio da vinha foi liderado na ilha do Pico pelos frades franciscanos que cedo reconheceram a existência de condições climáticas adequadas para a produção vitivinícola.
As primeiras plantas terão sido trazidas das ilhas do Mediterrâneo, com destaque para a Sicília e Creta. A casta que ganhou preferência pela sua produtividade e qualidade dos vinhos produzidos foi o verdelho, uma variedade de verdicchio de origem cretense, mas que ao tempo já era amplamente cultivado na Sicília, Calábria, Marche e Baleares e já fora ensaiado com sucesso nas Canárias e na ilha da Madeira. Embora a historiografia açoriana refira com frequência que as primeiras plantas foram trazidas da Sicília, as características da vinha e as dinâmicas de povoamento e comércio da época apontam para as Canárias, provavelmente via ilha da Madeira, como a origem mais provável do cultivar introduzido nos Açores.
Depois de um arranque lento, o vinho licoroso produzido tornou-se famoso pela sua qualidade e nos finais do século XVII já era exportado para outras ilhas e a partir do século XVIII para a maioria dos países do norte da Europa. A provar a sua fama estão as várias garrafas de Verdelho do Pico fornecidas para as caves dos czares da Rússia.

## Área de produção
A área geográfica de produção abrange os terrenos litorais de biscoito situados na parte terminal das grandes escoadas de lava basáltica dos mistérios da ilha do Pico. As vinhas estão instaladas em todos os concelhos, desde o mar até uma altitude de pouco mais de 100 m, região onde o clima se caracteriza por fracas amplitudes térmicas e precipitações elevadas, regularmente distribuídas durante o ano.
Os vinhedos são plantados em fendas abertas no basalto, protegidas por um reticulado de muros de pedra solta, formando as curraletas, pequenos compartimentos protegidos dos ventos com poucas cepas cada, em mito casos apenas uma cepa. Na costa noroeste e leste, a vinha é cultivada em conjunto com figueiras, permitindo a produção de aguardentes de figo.
A paisagem resultante tem características únicas e foi classificada em 2004 como Património da Humanidade, pela UNESCO, constituindo hoje a Paisagem da Cultura da Vinha da Ilha do Pico, uma área de paisagem protegida integrada no Parque Natural do Pico.